# Hohenau, Freyung-Grafenau
Hohenau là một đô thị thuộc huyện Freyung-Grafenau trong bang Bayern nước Đức. Đô thị Hohenau, Freyung-Grafenau có diện tích 43,12 km², dân số thời điểm 31 tháng 12 năm 2006 là 3479 người.